# Alfons IX av León
Alfons den IX av León, född 15 augusti 1171 i Zamora, död 24 eller 23 september 1230 i Zamora, var kung av León mellan åren 1188 och 1230. (Enligt regentlängden för León borde han ha kallats för Alfonso VIII av León, men benämningen med ordningstalet IX är den brukliga).
Alfons var son till Fernando II  och prinsessan Urraca av Portugal. Han hävdade rätten till Leóns krona gentemot sin styvmor och styvsyster. För att stärka rätten till kronan sammankallade han det kungliga rådet (Curia Regis) och fick stöd av kyrkan, adeln och myndigheterna. År 1218 grundade han, tillsammans med sin son, Universitetet i Salamanca.
Under 1188 firades i basilikan San Isidoro i León,den Cortes de León. Denna församling samlades in innan den ekonomiska situationen i riket och skattehöjningar för de underprivilegierade klasserna. Vid mötet deltog medlemmar av adeln, prästerskapet och representanter från de städer som krävde att kontrollera kostnader och kompromisserna av kronan. Betydelsen av detta asablea kommer för första gången i Europa möts på lika villkor i tre stater, adeln, prästerskapet och det Tredje ståndet som övervägs i vissa historiker som australiska John Keane
som är grundläggande i den europeiska demokratiska utvecklingen är Englands parlament innan 1200-talet.
Hans två "strategiska" äktenskap (med sin kusin Teresa av Portugal 1196 och med sin systerdotter Berengaria I av Kastilien 1204) annullerades av påven på grund av de nära blodsbanden.
Efter att ha brutit äktenskapet med Berenguela fick han ägna kraft åt rivaliteten med Kastilien. 1217 abdikerade hans ex-fru till förmån för deras gemensamme son, Ferdinand III av Kastilien (El Santo =Helgonet), för att denne skulle flytta och tillsammans med sin mor regera det kastilianska riket. Det är då han koncentrerar sig på att bekämpa araberna. Hans mest omtalade erövringar är i Extremadura: Cáceres (1229), Mérida och Badajoz (1230).
Vid sin död 1230, lämnade han sitt kungarike till Sancha y Dulce, dotter i första äktenskapet, men det blir till sist Ferdinand III av Kastilien (el Santo), sonen i hans andra äktenskap; med Berengaria, som regerar i León och som definitivt förenar de två kungadömena under en enda krona.

## Barn
Med Teresa av Portugal:
- Ferdinand (1192 - augusti 1214).
- Sancha (1193 - 1270). Efter två misslyckade äktenskap med Henrik I av Kastilien och Johan av Brienne, konverterade hon till nunna i klostret i Cozollos.
- Dulce (1194 - 1243). Levde hela sitt liv med sin mor i Portugal.

Med Berengaria I av Kastilien:
- Berenguela (1198 - 1237). Hon gifte sig med Johan av Brienne, regent i Kungariket Jerusalem.
- Constanza (1200 - 1242). Nunna i Las Huelgas.
- Ferdinand III av Kastilien (Helgonet) (1201 - 1252).
- Leonor (föddes och dog 1202).
- Alfons av Molina (1203 - 1272). Han var far till den senare drottningen Maria de Molina.

Med Inés Íñiguez de Mendoza (utomäktenskaplig förbindelse):
- Urraca Alfonso. Hon gifte sig med Lope Díaz II av Haro, sjätte señor av Vizcaya.